# Peter Walker, Baron Walker of Worcester
Peter Edward Walker, Baron Walker of Worcester, MBE, PC (* 25. März 1932 in Middlesex; † 23. Juni 2010) war ein britischer Politiker der Conservative Party.

## Biografie

### Berufliche Laufbahn und Unterhausabgeordneter
Der Sohn eines Einzelhandelskaufmanns besuchte die Latymer Upper School in Hammersmith. Nach Beendigung der Schule war er als Versicherungskaufmann tätig und war bald Mitinhaber der Versicherungsagentur Slater Walker.
Bereits frühzeitig wurde er politisch in der Conservative Party aktiv und kandidierte sowohl 1955 als auch 1959 bei den Unterhauswahlen als Nachfolger von Margaret Thatcher im Wahlkreis Dartford, unterlag dabei jedoch dem Kandidaten der Labour Party. 1956 wurde er Mitglied des Exekutivvorstandes der National Union und behielt dieses Amt bis zu seinem Ruhestand bei. Darüber hinaus war er zwischen 1958 und 1960 Vorsitzender der Jugendorganisation der Konservativen, der Young Conservatives, was einen wichtigen Punkt seiner politischen Laufbahn darstellte. 1960 wurde er Member of the British Empire (MBE).
Im März 1961 wurde Walker bei einer Nachwahl (By-election) im sicheren konservativen Wahlkreis Worcester zum Abgeordneten des Unterhauses (House of Commons) gewählt. Obwohl er während des Wahlkampfes gegen den Gemeinsamen Markt eintrat, änderte er seine Meinung grundlegend, nachdem Harold Macmillan die Mitgliedschaft Großbritanniens im Gemeinsamen Markt beantragte.
Innerhalb von nur zwei Jahren wurde er 1963 für kurze Zeit Parlamentarischer Privatsekretär von Iain Macleod, dem damaligen Führer des Unterhauses (Leader of the House of Commons) sowie Geschäftsführenden Vorsitzenden (Chairman) der Conservative Party. Nach der Wahlniederlage der Konservativen bei den Unterhauswahlen 1964 wurde er Sprecher der Opposition für Finanz- und Wirtschaftspolitik und gehörte damit als Vorderbänkler (Frontbencher) der Fraktionsführung seiner Partei an. 1966 ernannte ihn Edward Heath, der ihn von Anfang an bei Ämterbesetzungen berücksichtigte, zum Oppositionssprecher für Verkehr, ehe er 1968 Oppositionssprecher für Kommunalverwaltung, Wohnungsbau und Ländereien wurde.

### Minister unter Heath und Oppositionsjahre
Als Heath die Conservative Party bei den Unterhauswahlen 1970 zum Wahlerfolg führte, wurde Walker von Premierminister Heath am 19. Juni 1970 zum Staatsminister für Wohnungsbau- und Kommunalverwaltung (Minister of State for Housing and Local Government) ernannt. Zugleich wurde er Mitglied des Privy Council.
Zu der Zeit arbeitete der Premierminister bereits an der Planung eines „Super-Ministeriums“ für Umwelt und als es vier Monate später nach dem Tod von Schatzkanzler Iain Macleod zu einer Kabinettsumbildung kam, wurde Peter Walker im Alter von gerade 38 Jahren zum ersten britischen Umweltminister (Environment Secretary) ernannt. In dieser Funktion führte er eine umfangreiche Reorganisation der britischen Kommunalverwaltung durch, in der die historischen Grafschaften aufgelöst und neue großstädtische Metropolitan Counties geschaffen wurde. Der am kontroversesten diskutierte Teil dieses Entwurfs war die Schaffung neuer Grafschaften wie Avon und Humberside auf der einen und die Abschaffung von Rutland auf der anderen Seite sowie der Eingliederung traditioneller ländlicher Grafschaften und Bezirke (Boroughs) in die Pendlerregionen der Metropolitan Counties wie im Fall von Cheshire, Warwickshire, Derbyshire und anderen. Zur Zeit des Gesetzgebungsverfahrens für die dieses Kommunalverwaltungsgesetz (Local Government Act) versuchten sich zahlreiche Gemeinden aus dem Metropolennetz auszugliedern, um dadurch eine Mehrheit der konservativen Tories in den Grafschaftsräten zu vermeiden. Als das Gesetz zwei Jahre später unmittelbar nach dem Machtverlust der Conservative Party bei den Unterhauswahlen von Februar 1974 in Kraft trat, wurden zwei Schwächen der Neugliederung deutlich: Zum einen gab es Doppelzuständigkeiten in der Planung bei Grafschaften und Bezirken sowie eine starke Anhebung höher bezahlter Ämter in den neu gebildeten Räten. Letztlich wurden diese Metropolitan Countys (Greater Manchester, Merseyside, South Yorkshire, Tyne and Wear, West Midlands und West Yorkshire) in den großstädtischen Ballungsgebieten zwölf Jahre später während der Regierung Thatcher wieder abgeschafft.
Im November 1972 wurde Walker als Nachfolger von John Davies Handels- und Industrieminister (Trade and Industry Secretary) im Kabinett Heath. Die ursprünglich von Heath verfolgte Politik, dass maroden Betrieben keine Staatshilfen zu gewähren sind, wurde kurz darauf durch Verstaatlichung von Rolls-Royce aufgegeben. Dadurch konnte Walker neue Schritte in Richtung einer instinktiven Interventionspolitik betreiben, wobei diese Bemühungen zur Restrukturierung und Förderung der britischen Industrie durch den Fortbestand des Industriebeziehungsgesetz (Industrial Relations Act) von 1971 erschwert worden, da dieses Gesetz zu massiven militanten Widerstand der Gewerkschaften führte. Diese Militanz stieg während der ersten Ölkrise im Herbst 1973 und führte zu einem langwierigen Bergarbeiterstreik, der Heath unklugerweise zur Ausrufung von vorgezogenen Neuwahlen im Februar 1974 veranlasste, um die Frage zu klären, wer Großbritannien regiere („Who Governs Britain?“).
Nach der Wahlniederlage der Conservative Party wurde er zunächst Oppositionssprecher für Handel und Industrie, ehe er im Juli 1974 Oppositionssprecher für Verteidigung wurde. Als im Februar 1975 Margaret Thatcher in einer Kampfabstimmung gegen Edward Heath zur neuen Vorsitzenden der Konservativen gewählt wurde, wurde Walker nicht in deren Schattenkabinett aufgenommen. Stattdessen kehrte er in die Privatwirtschaft zurück und verfasste mit The Ascent of Britain ein Buch, in dem er auch die Regierung des Premierministers der Labour Party, James Callaghan, bei der Lösung der Probleme in den Großstädten unterstützte, insbesondere unter den ethnischen Minderheiten. Die Unruhen von 1981 unterstrichen dabei letztlich Walkers Vorhersehung.

### Minister unter Thatcher und deren Kritiker
Obwohl er privat und auch öffentlich loyal zu Edward Heath stand, wurde er wegen seines Erfolges bei den Unterhauswahlen vom 3. Mai 1979 von Premierministerin Thatcher zum Minister für Landwirtschaft, Fischerei und Ernährung (Minister of Agriculture, Fisheries and Food) ernannt. Obwohl er wegen der zwischenzeitlich von ihm aufgebauten Großfarmen in Worcestershire Fachmann auf dem Gebiet war, beschränkte sich seine Arbeit als Minister im Wesentlichen auf die Verhandlung von Reformen in der Gemeinsamen Agrarpolitik der Europäischen Gemeinschaften. Andererseits hatte er maßgeblichen Anteil an der Sicherung der Fischereirechte Großbritanniens in dessen Gebieten. Neben dieser Tätigkeit als Minister war er währenddessen auch mehrere Jahre Vorsitzender der Mitte-links stehenden Tory Reform Group und übte als solcher auch Kritik an der Regierung Thatchers, insbesondere wegen deren Ablehnung staatlicher Interventionen, aber auch wegen der monetaristischen Geldpolitik und der erfolglosen Arbeitsmarktpolitik zur Verringerung der Arbeitslosigkeit.
Nach dem Wahlsieg der Tories bei Unterhauswahlen vom 9. Juni 1983 verblieb er der letzte Anhänger von Heath in Thatchers Regierung und wurde von dieser zum Energieminister (Energy Secretary). Allerdings musste er wegen seiner fortwährenden Kritik an der Politik der Premierminister seine Entlassung als Minister befürchten. Dies erreichte seinen Höhepunkt nach dem Tod des Earl of Stockton im Dezember 1986 als Walker bei einer Neujahrsansprache in seinem Wahlkreis seine Wähler aufrief, die Politik des früheren Premierministers zu unterstützen, um dadurch sicherzustellen, dass Großbritannien nicht in zwei Nationen zerfiele, nämlich eine erwerbstätige und eine erwerbslose, einen wohlhabenden Süden und einem armen Norden. Trotz dieser Öffentlichkeit entließ die Premierministerin ihn aber nicht. Allerdings kam es während seiner Amtszeit als Energieminister auch während des Bergarbeiterstreiks der National Union of Mineworkers (NMU) unter Arthur Scargill zu einem Kurswechsel in der Sozial- und Industriepolitik. Wegen seiner positiven Haltung zum Bergarbeiter Streik wurde Walker vom Vorsitzenden der Nationalen Kohlebehörde (National Coal Board), Ian MacGregor scharf kritisiert. Insbesondere war MacGregor ihm enge Verbindungen zu den Gewerkschaftsführern der NMU vor. Außerdem hätte der zwölfmonatige Streik auch innerhalb von neun Monaten beendet sein können, wenn Walker resoluter gewesen wäre. Walker selbst hatte diese Vorwürfe allerdings nicht entkräftet. Andererseits beabsichtige er aber auch im Gegensatz zu Thatcher oder MacGregor nicht die Zerschlagung der Bergarbeitergewerkschaft. Daneben war er als Energieminister auch zuständig für die Atompolitik der Regierung und damit auch für die britischen Atomkraftwerke.
Nach dem erneuten Wahlsieg der Conservative Party bei den Unterhauswahlen vom 11. Juni 1987 sorgte die Premierministerin für Überraschung sowie Irritationen, als sie Peter Walker zum Minister für Wales (Secretary of State for Wales) ernannte. Es war zwar nicht ungewöhnlich, dass der Wales-Minister Abgeordneter eines Wahlkreises in England ist, allerdings war es ungewöhnlich, dass dieses Ministerium von keinem Waliser übernommen wurde. Im Mai 1990 trat Walker als Minister zurück und behielt lediglich bis zur Unterhauswahl vom 9. April 1992 sein Abgeordnetenmandat im Unterhaus.

### Ausscheiden aus der Politik und Privatwirtschaft
Nach seinem Ausscheiden aus dem Unterhaus wurde er als Life Peer mit dem Titel Baron Walker of Worcester in den Adelsstand erhoben und dadurch zum Mitglied des Oberhauses (House of Lords). Als Vertreter der konservativen Politik war er daneben von 1998 bis 2004 Vorsitzenden des renommierten Londoner Carlton Club.
Im Übrigen war er in der Privatwirtschaft tätig und zunächst von 1992 bis 2006 Vorsitzender von Allianz Cornhill. Daneben war er seit 1997 Vorsitzender von Thornton & Co. sowie von 1997 bis 1999 Vorstandsvorsitzender der Investmentbank Kleinwort Benson. Nach deren Fusion zur Dresdner Kleinwort war er seit 1999 bis zu seinem Tod deren Stellvertretender Vorstandsvorsitzender. Außerdem war er Mitglied der Vorstände der British Gas Corporation, Dalgety, des Nahrungsmittelunternehmens Tate & Lyle, von LIFFE sowie ITM Power. Außerdem war er zwischen 1992 und 1998 Vorsitzender der Stadtentwicklungsgesellschaft English Partnerships und schließlich von 1999 bis zu seinem Tode Präsident der Britisch-Deutschen Handelskammer.
Bei der Unterhauswahl vom 6. Mai 2010 wurde sein Sohn Robin Walker als Kandidat der Konservativen ebenfalls zum Abgeordneten des Unterhauses gewählt und vertritt dort den Wahlkreis Worcester, den alten Wahlkreis seines Vaters.